# ナガサキ・シッピング・リスト・アンド・アドバタイザー
ナガサキ・シッピング・リスト・アンド・アドバタイザー（英語：The Nagasaki Shipping List and Advertiser）は、1861年6月22日（文久元年5月15日）から10月1日（8月27日）まで、イギリス人のアルバート・W・ハンサード（Albert W. Hansard）が長崎・大浦居留地で発行した英字新聞である。日本初の英字新聞とされている。横浜居留地新聞「ジャパン・ヘラルド」の前身。

## 概要
水曜4ページ、土曜2ページで週2回発行のタブロイド紙。長崎港に入港する船の情報が中心で各国領事館の官報、広報や外国人向けの長崎のニュースや長崎との往来が盛んだった上海などの外信も掲載された。しかし採算が合わなかったようで、わずか28号で廃刊となった。ハンサードはこの後、横浜居留地に移りジャパン・ヘラルドを創刊する。
ハンサードは上海から輸入した輪転機を使用。近代活字印刷の先駆者本木昌造門下の青年らに編集や制作、印刷等の協力を求めた。このとき新聞づくりに参加した陽其二は、その後日本初の日本語日刊新聞・横浜毎日新聞の創刊に尽力。平野富二は明治に入り東京での活字販売に成功し1876年（明治9年）に国から払い下げを受け、IHIの前身となる石川島平野造船所を設立する。

## エピソード
- 6月22日（5月15日）の創刊号には「インターナショナル・ボウリング・サロンがオープン」との広告が掲載された。日本ボウリング場協会は6月22日を「ボウリングの日」に定めている。長崎市松が枝町に「わが国ボウリング発祥の地」の碑がある。
- 7月24日（6月12日）の同紙には「日本初のヨットが長崎で進水式」という記事がある。英国人船大工が茶の輸出でもうけた英国人オルトの注文で建造したもの。

## 発行者
創刊者のアルバート・ウィリアム・ハンサード（Albert William Hansard, 1821-1869）はロンドンの印刷・新聞街として知られるフリート・ストリートの近く（1 Salisbury Square）で生まれた。実家は祖父が始めた印刷所で、父親はウィリアム・コベットが発行していた英国議会議事録を印刷していたことから1812年にコベットから発行権を買い取って同書の発行を続け、現在も「ハンサード英国議会議事録」として続いている。6人兄弟の末子の次男として生まれ、10代のころは印刷所の見習い工として働き、22歳で結婚するも26歳で妻と息子を亡くし、1849年に娘を連れニュージーランドへ移住し不動産仲買人や保険代理人として働く。31歳で再婚して子をもうけ、家業の関連会社を始めたが、36歳のときに後妻も亡くし、39歳の1860年に長崎に移住。本紙の発行を始めたが28号で廃刊して横浜に移り、居留地新聞「ジャパン・ヘラルド」を創刊。併せて競売業も始めた。助手として雇った元歌手のジョン・レディ・ブラック（快楽亭ブラック (初代)の実父）を共同経営者としたのち破産のためブラックに事業を譲り、健康上の理由で1865年にイギリスに帰国し、翌年猩紅熱のため45歳で死去した。ブラックは1867年に破産して「ジャパン・ヘラルド」を離れ、オランダ商人の出資を得て「ジャバン・ガゼット」紙を発行、「ジャパン・ヘラルド」はハンサードの娘マリーの夫アルバート・トーマス・ワトキンス（Albert Thomas Watkins)が引き継ぎ競売にかけられた。ワトキンスは上海の雑貨商で、1868年に神戸居留地の最初の英字新聞となる『ヒョーゴ・アンド・オーサカ・ヘラルド』(Hiogo and Osaka Herald) を創刊した。その後、1869年にオーストラリアから来日しデイリー・ジャパン・ヘラルド紙の記者になったイギリス人のジョン・ヘンリー・ブルック（John Henry Brooke）が1876年から1902年まで社主と主筆を務めた。